# Albert Kasimir von Sachsen-Teschen

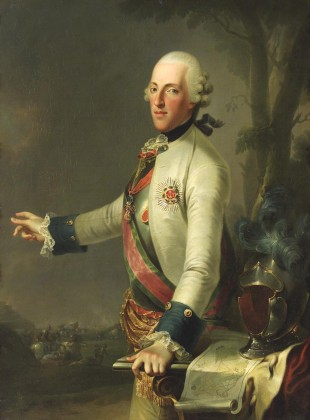
Herzog Albert von Sachsen-Teschen (1777)

Albert Kasimir August Ignaz Pius Franz Xaver von Sachsen, auch Albrecht Kasimir August Ignaz Pius Franz Xaver von Sachsen (* 11. Juli 1738 in Moritzburg bei Dresden; † 10. Februar 1822 in Wien) war Herzog von Teschen, kaiserlicher bzw. Reichs-Generalfeldmarschall und 1765 bis 1780 Statthalter des Königreichs Ungarn sowie 1781 bis 1790 Generalgouverneur der Österreichischen Niederlande. Als bedeutender Kunstsammler war er Begründer und Namenspatron der Albertina (Wien), der größten Graphiksammlung der Welt.

## Leben

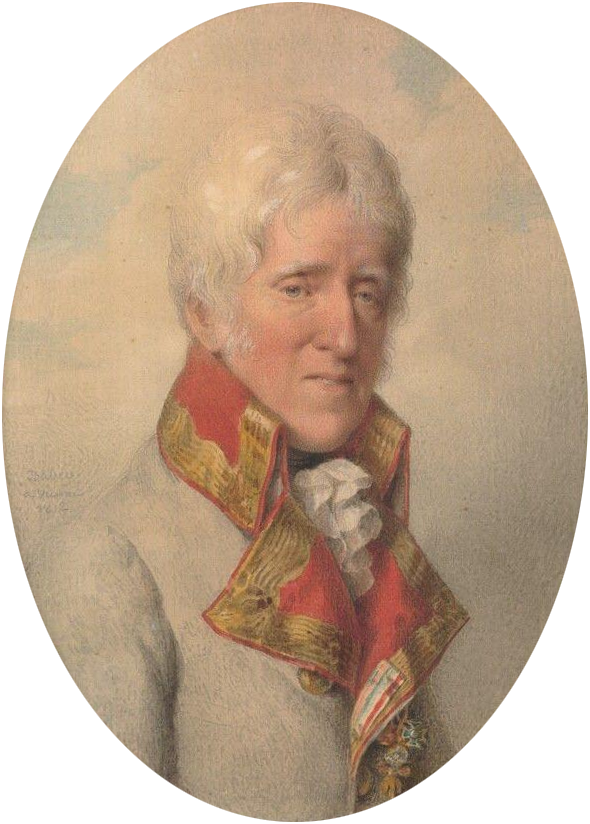
Herzog Albert von Sachsen-Teschen, Miniaturporträt von Jean-Baptiste Isabey (1812)

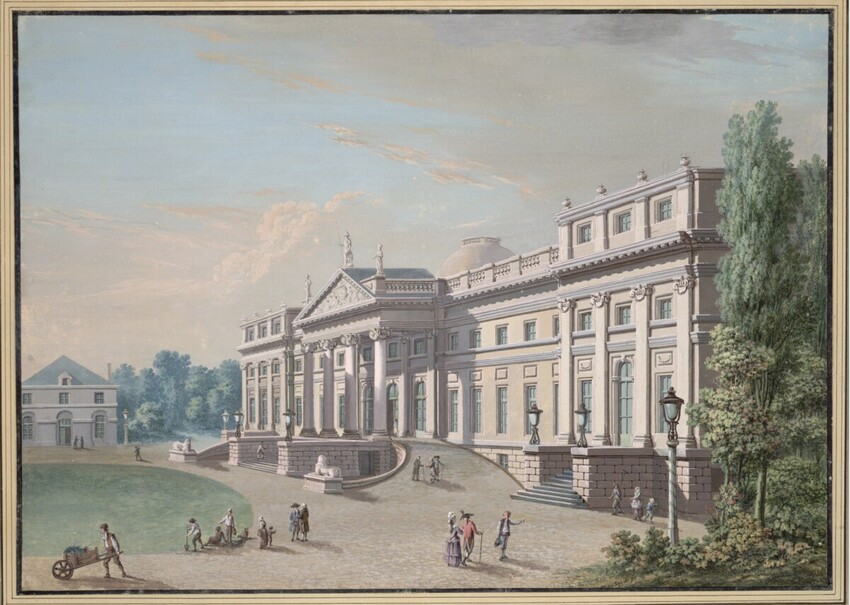
Schloss Laeken (1785)

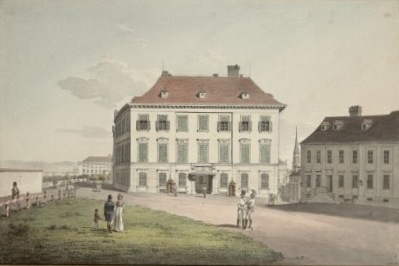
Das Palais Erzherzog Albert in Wien, heute ist dort die Sammlung Albertina untergebracht.

Er war das dreizehnte Kind und der sechste Sohn von Friedrich August II. Kurfürst von Sachsen und König von Polen (als dieser August III.), und der österreichischen Erzherzogin Maria Josefa (Tochter Kaiser Josephs I.) und damit Enkel Augusts des Starken und Kaiser Josephs I. Albert wurde 1764 in die Dresdner Loge Zu den drei Schwertern in die Freimaurerei aufgenommen.
Im April 1766 heiratete er in Wien bzw. Schloss Hof Erzherzogin Marie Christine, seine Cousine 2. Grades und Lieblingstochter Maria Theresias. Während der Hochzeit wurde schwarz getragen, da kurz zuvor sein Schwiegervater Franz Stephan von Lothringen gestorben war. Die Ehe war eine der wenigen Liebesheiraten unter den Kindern Maria Theresias und auch eine der glücklichsten. Albert Kasimir wurde aus der Erbmasse seines Schwiegervaters mit Gütern um Teschen (Österreichisch-Schlesien), d. h. die Teschener Kammer, ausgestattet und nannte sich fortan Herzog von Teschen. Durch geschickte Wirtschaftspolitik und günstige Lage wurde das Gebiet im Zuge der Industrialisierung zu einem der wirtschaftlich erfolgreichsten in der Habsburgermonarchie. Seine Frau erhielt als Mitgift weiters die Herrschaften Mannersdorf und Ungarisch-Altenburg (Komitat Wieselburg) sowie hunderttausend Goldgulden. Dieses bedeutende Heiratsgut Maria Christinas rief Unmut und Neid ihrer Geschwister hervor. 1767 wurde Albert von Kaiser und Reichstag zum Reichsgeneralfeldmarschall ernannt.
1765 bis 1780 fungierte er als Statthalter des Königreichs Ungarn in Pressburg und bezog dort die für seinen Schwiegervater neu eingerichtete Raumfolge auf der Pressburger Burg, während seine Frau das Appartement ihrer Mutter, der regierenden Königin, bewohnte. Als Sommersitz ließ Maria Theresia ihnen ein Jagdschloss ihres Vaters, Schloss Halbturn im damals ungarischen Burgenland, umbauen. 
In der Zeit der Konföderation von Bar 1768 wurde er als Kandidat für den polnischen Königsthron nach der Abdankung von Stanislaus II. August Poniatowski erwogen.
Von 1781 bis 1790 war Albert, mit seiner Frau als Mitregentin, Generalgouverneur der Österreichischen Niederlande, wo er in Brüssel das Schloss Laeken erbauen ließ. Auch dieses Schloss diente ihm zur Unterbringung seiner Kunstsammlung. (Zu den politischen Schwierigkeiten der Statthalterschaft in den Niederlanden: Siehe den Artikel über seine Gemahlin Marie Christine). Die Statthalterschaft endete mit der kurzlebigen unabhängigen „Republik der Vereinigten Niederländischen Staaten“ 1790, konnte nach deren Ende jedoch 1791–1792 wieder aufgenommen werden, bis zum Einmarsch der Franzosen. 
Im Ersten Koalitionskrieg gegen die französischen Revolutionstruppen wurde Herzog Albert oberkommandierender Reichsfeldmarschall und verteidigte im Ersten Koalitionskrieg die Niederlande gegen französische Revolutionstruppen unter General Dumouriez. Nach der Niederlage in der Schlacht bei Jemappes (6. November 1792) aus Brüssel vertrieben, ließ sich der Prinz mit seiner Gattin Maria Christina in Wien nieder, wo das Palais von Emanuel Teles de Silva von Louis Montoyer für ihn umgebaut wurde. In diesem Palais befindet sich noch heute die nach ihm benannte Albertina. Von seiner Kunstsammlung in Brüssel konnte er 1792 nur zwei Drittel nach Wien retten, da eines der drei Transportschiffe bei einem Sturm im Ärmelkanal unterging.
Er ließ eine Wasserleitung, die sog. Albertinische Wasserleitung, von Hütteldorf nach Wien bauen. Im Jahre 1818 gründete er in Ungarisch Altenburg eine höhere Lehranstalt für Landwirtschaft, eine der ersten und die am längsten bestehende ihrer Art in Europa.
Alberts Ehe blieb kinderlos. 1767 wurde Marie Christine zwar am 16. Mai von einem Mädchen entbunden, das jedoch den folgenden Tag nicht überlebte. Nach dem Tod seiner Frau 1798 an einer Magenkrankheit ließ er in der zum Komplex der Hofburg gehörenden Augustinerkirche von Antonio Canova ein Grabmal für seine Frau errichten. Er lebte nunmehr nur noch für seine Kunstsammlung, die auf seinen Neffen und Adoptivsohn Erzherzog Karl überging. Sein Neffe Erzherzog Johann wurde ebenfalls von ihm in seinem Testament bedacht und damit in die Lage versetzt, als großer Förderer der Steiermark zu wirken.
Nach seinem Tod wurde Albert Kasimir von Sachsen-Teschen in der Kapuzinergruft beigesetzt. Sein Herz befindet sich in der Herzgruft der Habsburger in der Loretokapelle der Wiener Augustinerkirche, während seine Eingeweide in der Herzogsgruft des Wiener Stephansdoms bestattet wurden. Er gehört damit zu jenen 41 Personen, die eine „Getrennte Bestattung“ mit Aufteilung des Körpers auf alle drei traditionellen Wiener Begräbnisstätten der Habsburger (Kaisergruft, Herzgruft, Herzogsgruft) erhielten.
Im Jahr 1862 wurde in Wien-Josefstadt (8. Bezirk) die Albertgasse nach ihm benannt. In Ungarn trägt das direkt an der österreichischen Grenze liegende Dorf Albertkázmérpuszta seinen Namen, welches um einen Gutshof entstanden ist, der einst Albert Kasimir von Sachsen-Teschen gehörte.

## Vorfahren
| Ahnentafel Albert Kasimir von Sachsen-Teschen | Ahnentafel Albert Kasimir von Sachsen-Teschen                                                       | Ahnentafel Albert Kasimir von Sachsen-Teschen                                                   | Ahnentafel Albert Kasimir von Sachsen-Teschen                                                                 | Ahnentafel Albert Kasimir von Sachsen-Teschen                                                                 | Ahnentafel Albert Kasimir von Sachsen-Teschen                                               | Ahnentafel Albert Kasimir von Sachsen-Teschen                                                               | Ahnentafel Albert Kasimir von Sachsen-Teschen                                                                       | Ahnentafel Albert Kasimir von Sachsen-Teschen                                                                       |
| --------------------------------------------- | --------------------------------------------------------------------------------------------------- | ----------------------------------------------------------------------------------------------- | --- | --- | ------------------------------------------------------------------------------------------- | --- | --- | --- |
| Ururgroßeltern                                | Kurfürst Johann Georg II. (1613–1680) ⚭ 1638 Magdalena Sibylle von Brandenburg-Bayreuth (1612–1687) | König Friedrich III. (1609–1670) ⚭ 1643 Sophie Amalie von Braunschweig-Calenberg (1628–1685)    | Erdmann August von Brandenburg-Bayreuth (1615–1651) ⚭ 1641 Sophie von Brandenburg-Ansbach (1614–1646)         | Herzog Eberhard III. (1614–1674) ⚭ 1637 Anna Katharina Dorothea von Salm-Kyrburg (1614–1655)                  | Kaiser Ferdinand III. (1608–1657) ⚭ 1631 Maria Anna von Spanien (1606–1646)                 | Kurfürst Philipp Wilhelm von der Pfalz (1615–1690) ⚭ 1653 Elisabeth Amalia von Hessen-Darmstadt (1635–1709) | Herzog Georg (1582–1641) ⚭ 1617 Anna Eleonore von Hessen-Darmstadt (1601–1659)                                      | Eduard von der Pfalz (1625–1663) ⚭ 1645 Anna Gonzaga (1616–1684)                                                    |
| Urgroßeltern                                  | Kurfürst Johann Georg III. (1647–1691) ⚭ 1666 Anna Sophie von Dänemark und Norwegen (1647–1717)     | Kurfürst Johann Georg III. (1647–1691) ⚭ 1666 Anna Sophie von Dänemark und Norwegen (1647–1717) | Markgraf Christian Ernst von Brandenburg-Bayreuth (1644–1712) ⚭ 1671 Sophie Luise von Württemberg (1642–1702) | Markgraf Christian Ernst von Brandenburg-Bayreuth (1644–1712) ⚭ 1671 Sophie Luise von Württemberg (1642–1702) | Kaiser Leopold I. (1640–1705) ⚭ 1676 Eleonore Magdalene von der Pfalz (1655–1720)           | Kaiser Leopold I. (1640–1705) ⚭ 1676 Eleonore Magdalene von der Pfalz (1655–1720)                           | Herzog Johann Friedrich von Braunschweig-Calenberg (1625–1679) ⚭ 1668 Benedicta Henriette von der Pfalz (1652–1730) | Herzog Johann Friedrich von Braunschweig-Calenberg (1625–1679) ⚭ 1668 Benedicta Henriette von der Pfalz (1652–1730) |
| Großeltern                                    | König August II. (1670–1733) ⚭ 1693 Christiane Eberhardine von Brandenburg-Bayreuth (1671–1727)     | König August II. (1670–1733) ⚭ 1693 Christiane Eberhardine von Brandenburg-Bayreuth (1671–1727) | König August II. (1670–1733) ⚭ 1693 Christiane Eberhardine von Brandenburg-Bayreuth (1671–1727)               | König August II. (1670–1733) ⚭ 1693 Christiane Eberhardine von Brandenburg-Bayreuth (1671–1727)               | Kaiser Joseph I. (1678–1711) ⚭ 1699 Wilhelmine Amalie von Braunschweig-Lüneburg (1673–1742) | Kaiser Joseph I. (1678–1711) ⚭ 1699 Wilhelmine Amalie von Braunschweig-Lüneburg (1673–1742)                 | Kaiser Joseph I. (1678–1711) ⚭ 1699 Wilhelmine Amalie von Braunschweig-Lüneburg (1673–1742)                         | Kaiser Joseph I. (1678–1711) ⚭ 1699 Wilhelmine Amalie von Braunschweig-Lüneburg (1673–1742)                         |
| Eltern                                        | König August III. (1696–1763) ⚭ 1719 Maria Josepha von Österreich (1699–1757)                       | König August III. (1696–1763) ⚭ 1719 Maria Josepha von Österreich (1699–1757)                   | König August III. (1696–1763) ⚭ 1719 Maria Josepha von Österreich (1699–1757)                                 | König August III. (1696–1763) ⚭ 1719 Maria Josepha von Österreich (1699–1757)                                 | König August III. (1696–1763) ⚭ 1719 Maria Josepha von Österreich (1699–1757)               | König August III. (1696–1763) ⚭ 1719 Maria Josepha von Österreich (1699–1757)                               | König August III. (1696–1763) ⚭ 1719 Maria Josepha von Österreich (1699–1757)                                       | König August III. (1696–1763) ⚭ 1719 Maria Josepha von Österreich (1699–1757)                                       |
| Albert Kasimir von Sachsen-Teschen            | |                                                                                                 | | |                                                                                             | | | |